# Actidium
Actidium ist eine Gattung der Käfer aus der Familie der Zwergkäfer (Ptiliidae) innerhalb der Unterfamilie Ptiliinae. Sie kommt in Europa mit sieben Arten und Unterarten vor, fünf Arten sind auch in Mitteleuropa verbreitet.

## Merkmale
Die sehr kleinen Käfer haben Ähnlichkeit mit denen der Gattung Ptilium. Ihr Körper ist schmal und hat nahezu parallele Seiten, die Färbung ist dunkel und matt. Der Halsschild ist nach hinten verjüngt und seitlich zur Basis schräg ausgeschweift. Die Halsschildbasis ist deutlich schmäler als dessen Vorderrand. Der Halsschild ist gleich breit wie die Deckflügel. Diese sind gestreckt und bilden an ihrer Spitze eine Rundung. Sie haben keine Längsfurchen.

## Vorkommen und Lebensweise
Die Tiere besiedeln feuchte Habitate an Sümpfen, Flüssen und an der Meeresküste. Sie leben in Moos oder verrottendem Pflanzenmaterial. 

## Arten (Europa)
- Actidium aterrimum (Motschulsky, 1845)
- Actidium boudieri (Allibert, 1844)
- Actidium coarctatum (Haliday, 1855)
- Actidium kraatzi Flach, 1889
- Actidium reitteri Flach, 1887
- Actidium reticulatum Besuchet, 1971
- Actidium variolatum Flach, 1887